# Emoia kitcheneri
Espèce
Emoia kitcheneri est une espèce de sauriens de la famille des Scincidae.

## Systématique
L'espèce Emoia kitcheneri a été décrite en 1998 par Richard Alfred How (d), B. Durrant (d), Lawrence Alec Smith (d) et Najamuddin Saleh (d).

## Répartition
Cette espèce est endémique de l'île de Sumba dans les Petites îles de la Sonde en Indonésie.

## Étymologie
Son épithète spécifique, kitcheneri, lui a été donnée en l'honneur de Darrell John Kitchener (d) (1943-), conservateur au Western Australian Museum pour son enthousiasme et sa tolérance sur les aspects bureaucratiques sur cette étude en Indonésie,.

## Publication originale
- (en) R. A. How, B. Durrant, L. A. Smith et Najamuddin Saleh, « Emoia (Reptilia: Scincidae) from the Banda Arc islands of eastern Indonesia: variation in morphology and description of a new species », Records of the Western Australian Museum, Western Australian Museum, vol. 19,‎ 1998, p. 131-139 (ISSN 0312-3162, lire en ligne).